# Нойд (персонаж)
Нойд (англ. Noid) — персонаж рекламы Domino’s Pizza, озвученный Понсом Мааром (англ. Pons Maar). Нойд — это злой персонаж в красном костюме с кроличьими ушами, который пытался навредить Domino’s Pizza.

## Описание
Нойд был создан в 1986 году Группой 243, специальным отделом, ответственным за рекламу в Domino’s Pizza и анимирован студией Уилла Винтона. Группа 243 состояла из Эрни Перича (creative director), Гэри Бастиена (art director), Дэйва Ларсона (producer), Мэттью Торнтона (producer), и Фила Нисси.
В рекламах с Нойдом всегда использовался слоган «Остерегайся Нойда» (англ. Avoid the Noid).

## Нойд в популярной культуре
В 1989 году была выпущена компьютерная игра Avoid the Noid. Цель игры — доставить пиццу не более, чем за полчаса в гостиницу, полную Нойдов. В 1990 году Capcom выпустила ещё одну игру про Нойда — Yo! Noid на платформе NES.
Также Нойд появлялся в серии комедийного мультсериала «Гриффины» под названием Deep Throats, в фильме «Лунный путник» (в сцене погони за кроликом на мотоцикле), а также в трёх сериях «Симпсонов»: в качестве воздушного шарика в серии на День Благодарения, в серии She of Little Faith и Now Museum, Now You Don't.

## Кеннет Ламар Нойд
В 1989 году Кеннет Ламар Нойд, душевнобольной клиент Domino’s Pizza, подумал, что в рекламе о Нойде говорится о нём, в результате чего взял в заложники двух работников пиццерии в Атланте и удерживал их более пяти часов. Он приказал им приготовить ему одну пиццу, потребовал 100 тысяч долларов и копию книги «The Widow’s Son», но после сдался полиции.Также после этого он прошел курс лечения для психологически больных, но спустя неделю он не справился с депрессией и покончил жизнь самоубийством.